# 0. Klavierkonzert (Beethoven)
Das Klavierkonzert in Es-Dur WoO 4 ist ein frühes Werk des deutschen Komponisten Ludwig van Beethoven, welches er 1784 im Alter von dreizehn oder vierzehn Jahren in seiner Bonner Zeit komponierte. Stellenweise wird es als „0. Konzert“ bezeichnet.

## Hintergrund
Es ist nicht klar, ob eine Partitur vorhanden war; falls ja, dann gilt diese als verschollen. Lediglich eine handschriftliche Kopie des Klavierauszuges mit Anmerkungen und einer Reduktion für das Klavier des Orchestertutti von Beethovens Hand ist verblieben. Auf der Titelseite steht eine Notiz (vermutlich von Beethovens Vater): „un Concert pour le Clavecin ou Forte-piano composé par Louis de Beethoven agé de douze ans“ („Ein Konzert für Cembalo oder Hammerklavier von Louis van Beethoven, zwölf Jahre alt“). Die Anmerkungen von Beethoven – eine Vielzahl von Vortragsbezeichnungen wie piano, forte oder crescendo – weisen darauf hin, dass als Soloinstrument tatsächlich ein Pianoforte vorgesehen war, da eine derartige dynamische Ausdrucksvielfalt auf einem Cembalo, dem Vorgänger des Klaviers, nicht möglich gewesen wäre. Das Orchester besteht aus zwei Flöten, zwei Hörnern und Streichern.
Die Papiere wurden erst nach seinem Tod im Jahr 1828 entdeckt. Bis 1890 blieb das Manuskript beim Artaria-Verlag in Wien; 1888 „entdeckte“ es der österreichische Musikwissenschafter Guido Adler wieder und veröffentlichte es mit einer kritischen Einführung von Breitkopf & Härtel im selben Jahr. 1901 wurde das Manuskript von der Königlichen Bibliothek in Berlin erworben und wird nun in der Staatsbibliothek zu Berlin (Stiftung Preußischer Kulturbesitz) aufbewahrt.
Insgesamt gibt es drei Sätze:
1. Allegro moderato
2. Larghetto
3. Rondo allegretto